# Caisse de Ward

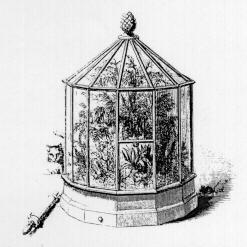
Une caisse de Ward

La caisse de Ward ou châssis de Ward (en anglais Wardian case) est l'ancêtre des terrarium modernes (et des aquariums en verre). Serre portable destinée au transport sur longue distance des espèces végétales, elle est inventée par le docteur Nathaniel Bagshaw Ward (1791–1868), à Londres, autour de 1829 à l'issue d'une découverte accidentelle qui lui inspira sa construction.

## Découverte
Le docteur Ward était un médecin, passionné par la botanique. L'herbarium qu'il avait personnellement récolté contenait pas moins de 25 000 spécimens. Les fougères de son jardin londonien de Wellclose Square, souffraient de la pollution de l'air, due aux fumées de charbon et aux pluies acides. Il observa que dans les flacons où il conservait des cocons d'Hétérocères, les spores de ces fougères germaient et se développaient dans seulement très peu de terre. Il fit construire par un menuisier une caisse en bois vitrée, afin d'assurer son étanchéité, et dont seul le châssis était amovible, et il découvrit que les spores de fougères qu'il plaça à l'intérieur se développaient parfaitement.
Le docteur Ward publie les résultats de son expérience, suivie d'un livre en 1842, intitulé On the Growth of Plants in Closely Glazed Cases (De la croissance des plantes dans des caisses vitrées hermétiques ).

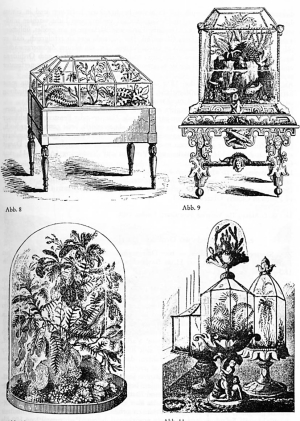
Quatre types de caisses de Ward

Les botanistes et les pépiniéristes s'étaient mis à parcourir le monde à la recherche de nouvelles espèces de plantes depuis la fin du XVIe siècle, mais en raison des temps de trajet d'alors et du manque d'eau potable à bord des navires, ces dernières devaient être transportées sous la forme de graines ou cormes, ou sous la forme de rhizomes secs ou racines. Avec la caisse de Ward, nouvellement inventée, les jeunes pousses récoltées pouvaient être placées sur le pont des navires afin de bénéficier de la lumière du jour et d'une humidité constante (assurée par l'étanchéité de la caisse), tout en les plaçant à l'abri des projections d'eau salée. Les premiers tests de caisses vitrées furent réalisés en juillet 1833, lorsque le docteur Ward envoya deux caisses vitrées, spécialement conçues pour l'occasion et remplies de fougères et d'herbes, jusqu'à Sydney, ; et, malgré un voyage de plusieurs mois, les plantes arrivèrent dans un état satisfaisant en Australie. Au retour, un certain nombre de plantes endémiques à l'Australie, qui n'avaient jamais pu être transportées, firent le voyage et arrivèrent vivantes en Grande-Bretagne, malgré des conditions difficiles et après avoir essuyé une tempête au Cap Horn.
Un des correspondants du docteur Ward, était William Jackson Hooker, qui deviendra par la suite directeur des Jardins botaniques royaux de Kew. Le fils de Hooker, Joseph Dalton Hooker, fut l'un des premiers botanistes-explorateurs à utiliser les caisses de Ward, lorsqu'il a envoyé des plantes vivantes de Nouvelle-Zélande en Grande-Bretagne, pendant le voyage d'exploration scientifique du HMS Erebus qui effectua une circumnavigation de l'Antarctique.

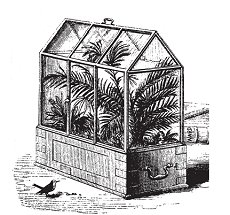
Un autre type de caisse de Ward

Les caisses de Ward firent à l'époque leur apparition dans les ateliers de dessin des maisons bourgeoises en Europe de l'Ouest et aux États-Unis. Dans l'air pollué des cités victoriennes, l'engouement pour la culture des fougères et pour celle des orchidées qui ont suivi doivent beaucoup aux caisses inventées par le docteur Ward.
En outre, l'invention des caisses de Ward représenta alors une révolution dans le transport des plantes présentant un intérêt commercial. Ce fut dans de telles caisses que Robert Fortune envoya en Inde 20 000 théiers qu'il fit passer clandestinement de Shanghai, en Chine, pour faire des plantations de thé à Assam. Après la germination de grains importés du Brésil, dans les serres chauffées de Kew, des plants d'Hevea brasilensis sont envoyés dans des caisses de Ward à Ceylan (Sri Lanka) et dans les territoires nouvellement conquis par les Britanniques à Malaya afin de commencer une production locale de caoutchouc. Les caisses de Ward permirent de briser des monopoles géographiques dans la production de produits agricoles importants.
Le docteur Ward reste un membre actif de la Society of Apothecaries of London (en), dont il devient "Maître" en 1854. Jusqu'à récemment, cette Société prenait soin du Jardin botanique de Chelsea, à Londres, le plus ancien jardin botanique du Royaume-Uni. Ward fait partie des membres fondateurs de la Botanical Society of Edinburgh (en) et de la Royal Microscopical Society (en), un membre de la Linnean Society et de la Royal Society.